# Hypoestes pubiflora
Hypoestes pubiflora är en akantusväxtart som beskrevs av T. Anders. och Baron. Hypoestes pubiflora ingår i släktet Hypoestes och familjen akantusväxter. Inga underarter finns listade i Catalogue of Life.